# Metazygia souza
Metazygia souza är en spindelart som beskrevs av Levi 1995. Metazygia souza ingår i släktet Metazygia och familjen hjulspindlar. Inga underarter finns listade i Catalogue of Life.